# Aetigkofen
Aetigkofen is een plaats en voormalige gemeente in het Zwitserse kanton Solothurn en maakt deel uit van het district Bucheggberg.
Aetigkofen telt 184 inwoners.

## Geschiedenis
Op 1 januari 2014 fuseerde Aetigkofen met Aetingen, Bibern, Brügglen, Gossliwil, Hessigkofen, Küttigkofen, Kyburg-Buchegg, Mühledorf en Tscheppach tot de gemeente Buchegg.